# 埃尔哈特旅

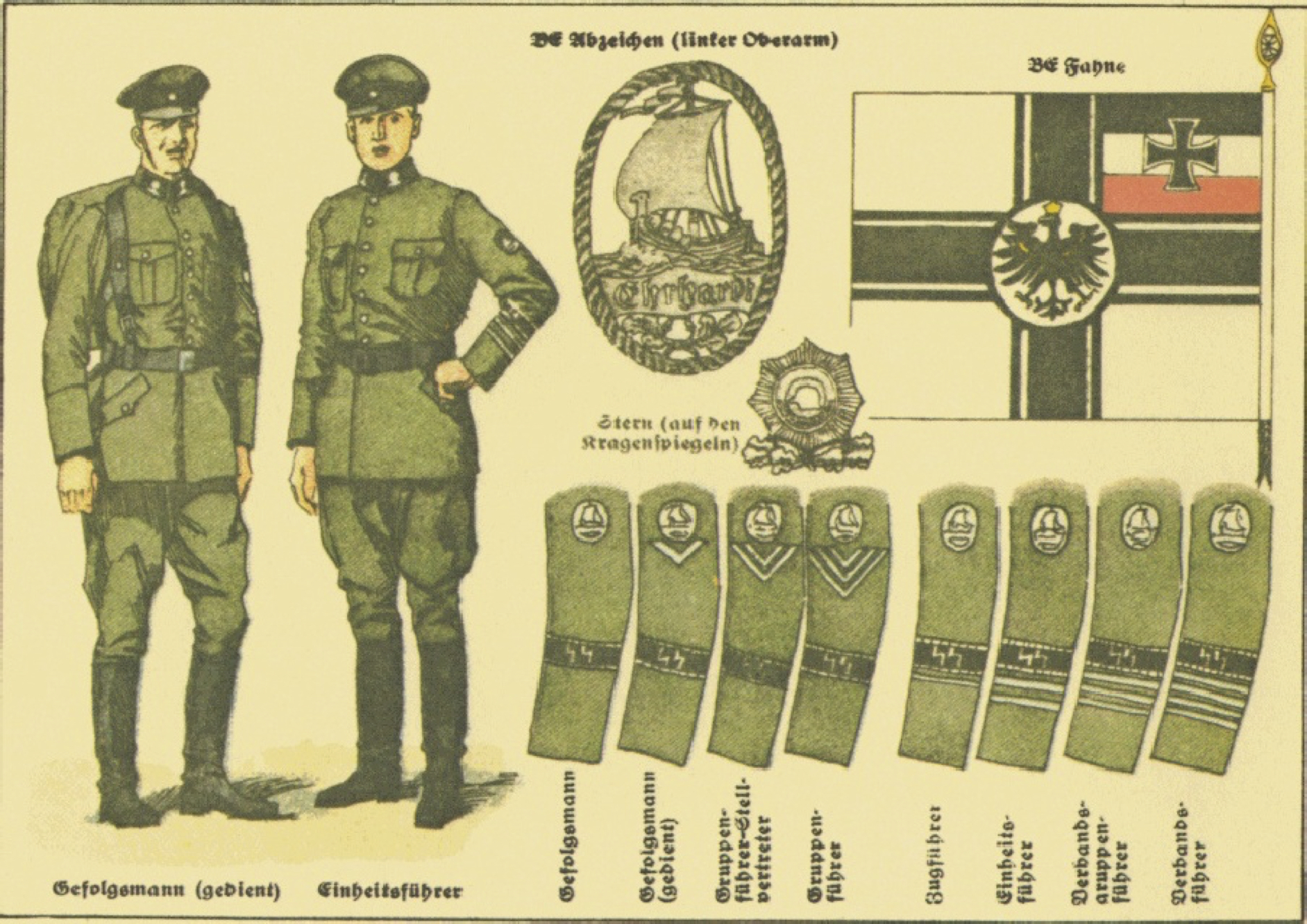
埃尔哈特旅

埃尔哈特旅是一支德國自由軍團部队。它成立于1919年2月17日，前德意志帝國海軍士兵為了镇压巴伐利亚苏维埃共和国和西里西亚起义而組建埃尔哈特旅。 1920年3月，埃尔哈特旅支持卡普政變領導者推翻魏玛共和国。卡普政變失败後，该部隊於1920年5月31日解散，埃尔哈特旅许多前成员又加入领事组织，試圖繼續推翻魏玛共和国。